# Biblioteka Uniwersytetu w Cambridge
Biblioteka Uniwersytetu w Cambridge – główna i największa spośród 117 bibliotek należących do Uniwersytetu w Cambridge.

## Historia
Chociaż w skarbcu Uniwersytetu w Cambridge przechowywano księgi i rękopisy od co najmniej połowy XIV wieku, pierwsze wzmianki o bibliotece uniwersytetu pochodzą z marca 1416: są to zapisy woli Williama Hundena i Williama Loringa, w których darują oni księgi „nowej bibliotece” . Jej budowę rozpoczęto w 1420. Najstarszy zachowany katalog, obejmujący lata 1424–1440, wymienia 122 pozycje podzielone na 9 grup tematycznych. Katalog z 1473 zawiera już 330 pozycji. Wielkie zasługi dla Biblioteki położył w tym okresie Thomas Rotherham, kanclerz Uniwersytetu i biskup Yorku: nie tylko podarował liczne dzieła, ale też w latach 1470–1475 sfinansował budowę i wyposażenie wschodniego skrzydła biblioteki. Ponad połowa przechowywanych w tym czasie ksiąg, to dzieła teologiczne. W roku 1500 biblioteka gromadziła około 600 pozycji.
Jak wszystkie angielskie biblioteki, także Biblioteka Uniwersytetu w Cambridge uległa zaniedbaniu i poniosła duże straty w okresie reformacji : katalog z 1557 zawiera mniej niż 200 pozycji. Księgi i rękopisy nie tyle padały ofiarą rabunku lub celowego niszczenia, co były zaniedbywane jako nieprzystające treścią do nowych czasów. Część zbiorów biblioteki przetrwała dzięki ich przejmowaniu przez osoby prywatne, czasem z bezpośrednią intencją ich ocalenia przed zagładą. Przykładem mogą być działania Andrew Perne’a – rektora kolegium Peterhouse i wicekanclerza uniwersytetu, który przechowywał zabrane z biblioteki rękopisy przez ponad 30 lat, zanim je zwrócił. W 1574 pozyskał on dla biblioteki czterech patronów: arcybiskupa Canterbury Matthew Parkera, strażnika wielkiej pieczęci Nicholasa Bacona, biskupa Winchesteru Roberta Horne’a oraz biskupa Durham Jamesa Pilkingtona, którzy zakupili dla biblioteki dużą kolekcję najnowszych dzieł naukowych wydanych przez wiodące ówczesne europejskie domy wydawnicze. Dzięki takim działaniom udało się odtworzyć bibliotekę i w 1583 jej księgozbiór osiągnął liczbę około 450 pozycji.
W 1577 powołano po raz pierwszy bibliotekarza uniwersyteckiego (z rocznym wynagrodzeniem 10 funtów). W 1582 wydano pierwsze przepisy dotyczące organizacji biblioteki i obowiązków bibliotekarza. Według tych regulacji dostęp do biblioteki mieli jedynie magistrzy sztuk, bakałarze prawa i medycyny oraz doktorzy; z biblioteki mogło korzystać jednocześnie nie więcej niż 10 osób, a jeden czytelnik mógł czytać dane dzieło tylko przez godzinę, jeśli ktoś jeszcze chciał z niego skorzystać. Bibliotekarz odpowiadał za stan ksiąg własnym majątkiem, a obejmując urząd, wpłacał kaucję na pokrycie ewentualnych kosztów naprawy lub odtworzenia księgozbioru.
W 1647 parlament przyznał bibliotece uniwersyteckiej 500 funtów na zakup kolekcji hebrajskich ksiąg i rękopisów. 167 woluminów zawierających ponad 400 utworów sprowadzono z Włoch. W latach 1647–1648 biblioteka przejęła liczący około 10 000 pozycji (8 razy więcej niż było wówczas w jej posiadaniu) księgozbiór arcybiskupa Canterbury Richarda Bancrofta, zebrany przez niego w pałacu w Lambeth. Przy okazji łączenia i katalogowania księgozbiorów wdrożono system gromadzenia i numeracji ksiąg. Kierujący w tym czasie biblioteką Thomas Pindar opracował też katalogi, w tym katalog autorów wzorowany na Bibliotece Bodlejańskiej. Chociaż w 1664, po batalii prawnej, zbiory z Lambeth powróciły do arcybiskupstwa, biblioteka zyskała prawo do liczącego 10 095 druków i 186 rękopisów księgozbioru pozostawionego przez Richarda Holdswortha, rektora Kolegium Emmanuel. W tym samym czasie do biblioteki trafił też liczący około 4000 woluminów księgozbiór Henry’ego Lucasa, członka parlamentu z ramienia Uniwersytetu w Cambridge.
W 1706 wprowadzono oznaczanie ksiąg własnymi ekslibrisami. Ważnym dla rozwoju biblioteki wydarzeniem było objęcie jej, jako jednej z dziewięciu, w 1709 prawem o egzemplarzu obowiązkowym w ramach pierwszej w historii Anglii ustawy o prawach autorskich (The Copyright Act).
W 1715 król Jerzy I obdarował ją liczącym około 30 000 woluminów (w tym 1790 manuskryptów) księgozbiorem pozostawionym przez biskupa Ely Johna Moore’a. Kolekcja ta nazywana jest Biblioteką Królewską (Royal Library). Przyjęcie tak wielkiej liczby ksiąg wymagało zwolnienia piętra północnego skrzydła budynku, wykorzystywanego dotąd jako miejsce zebrań władz uczelni. W tym celu wzniesiono dla nich w sąsiedztwie nowy budynek: Senate House. Cały proces przejmowania, rozmieszczania i katalogowania księgozbioru Moore’a zajął około 40 lat, a w jego trakcie część woluminów została zniszczona lub ukradziona.
Wiek XIX upłynął bibliotece na gromadzeniu księgozbioru i jego porządkowaniu. Istotnym osiągnięciem było skatalogowanie rękopisów. W 1842 biblioteka została znacznie powiększona dzięki wzniesieniu nowego budynku (Cockerell’s Building), równoległego do północnego skrzydła starego gmachu. W 1868 Henry Bradshaw podarował Bibliotece kolekcję 14 000 dzieł mających związek z Irlandią.
W 1934 biblioteka przeniosła się do nowej, obecnej siedziby. Koszt zaplanowanych prac wyceniono w 1928 na 500 000 funtów. Ich realizacji bardzo dopomogła darowizna w wysokości 250 000 funtów dokonana w tymże roku przez Fundację Rockefellera. Nowy budynek wzniesiono w latach 1931–1934 na zachodnim brzegu Cam, w osi zaprojektowanego przez tego samego architekta – Gilesa Gilberta Scotta – budynku Memorial Building należącego do Kolegium Clare. Ostatni czytelnik opuścił stary budynek 31 maja 1934 o godzinie 16, a od godziny 8 następnego dnia rozpoczęto przenoszenie księgozbioru . Oficjalnego otwarcia nowej siedziby dokonał król Jerzy V wraz z królową Marią 22 października 1934.

## Współczesność
Każdego roku bibliotekę odwiedza ponad 260 000 czytelników i odnotowuje ona ponad 300 000 wypożyczeń . Jej zbiory liczą ponad 8 000 000 jednostek  zajmujących 170 km półek. Każdego dnia roboczego do biblioteki napływa ponad 500 nowych książek. Najstarszym posiadanym przez bibliotekę dokumentem pisanym jest sumeryjska gliniana tabliczka zapisana pismem klinowym pochodząca z około 2200 roku przed naszą erą 

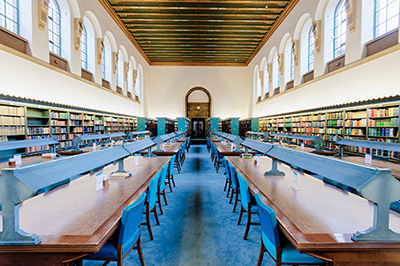
Biblioteczna czytelnia

Oprócz gromadzenia, udostępniania i wypożyczania książek i innych dokumentów biblioteka prowadzi również działalność badawczą i konserwatorską. Jest też organizatorem wielu wystaw oraz wydarzeń kulturalnych i edukacyjnych. Urządzane w bibliotece wystawy są dostępne jednocześnie w formie cyfrowej w Internecie. Nadzór nad zarządzaniem tą instytucją, a także nad stowarzyszonymi z nią bibliotekami oraz archiwami uniwersytetu, sprawuje kolegialny organ nazywany syndykatem (Library Syndicate).
Na podstawie ustawy o egzemplarzu obowiązkowym (The Legal Deposit Libraries Act 2003 wraz z poprawką z 2013) Biblioteka Uniwersytetu w Cambridge, jako jedna z sześciu w Wielkiej Brytanii i Irlandii, jest uprawniona do otrzymywania jednego egzemplarza każdej książki, mapy, periodyku, utworu muzycznego lub kopii strony internetowej wydanych na terenie Wielkiej Brytanii .
Od 2010 biblioteka rozpoczęła proces digitalizacji swoich najcenniejszych zbiorów i ich bezpłatnego udostępniania pod nazwą Cambridge Digital Library. W 2016 dostępnych było 36 kolekcji zawierających 30 374 tekstów i 328 595 obrazów . Wszystkie publikacje członków Uniwersytetu w Cambridge oraz bronione na nim prace doktorskie i magisterskie przechowywane i udostępniane są w cyfrowym repozytorium Apollo.
Koszty działania biblioteki w roku akademickim 2015/2016 wyniosły 24,4 mln funtów .

## Kolekcje specjalne
Kolekcje specjalne biblioteki gromadzą najstarsze i najcenniejsze posiadane przez bibliotekę materiały w formie rękopisów, druków i innych artefaktów, w tym nagrań muzycznych. Kolekcje te mają służyć badaniom naukowym i edukacji, a biblioteka stara się je udostępniać jak najszerszej publiczności, między innymi sięgając po formy elektroniczne – bibliotekę cyfrową i wystawy wirtualne.

## Budynki

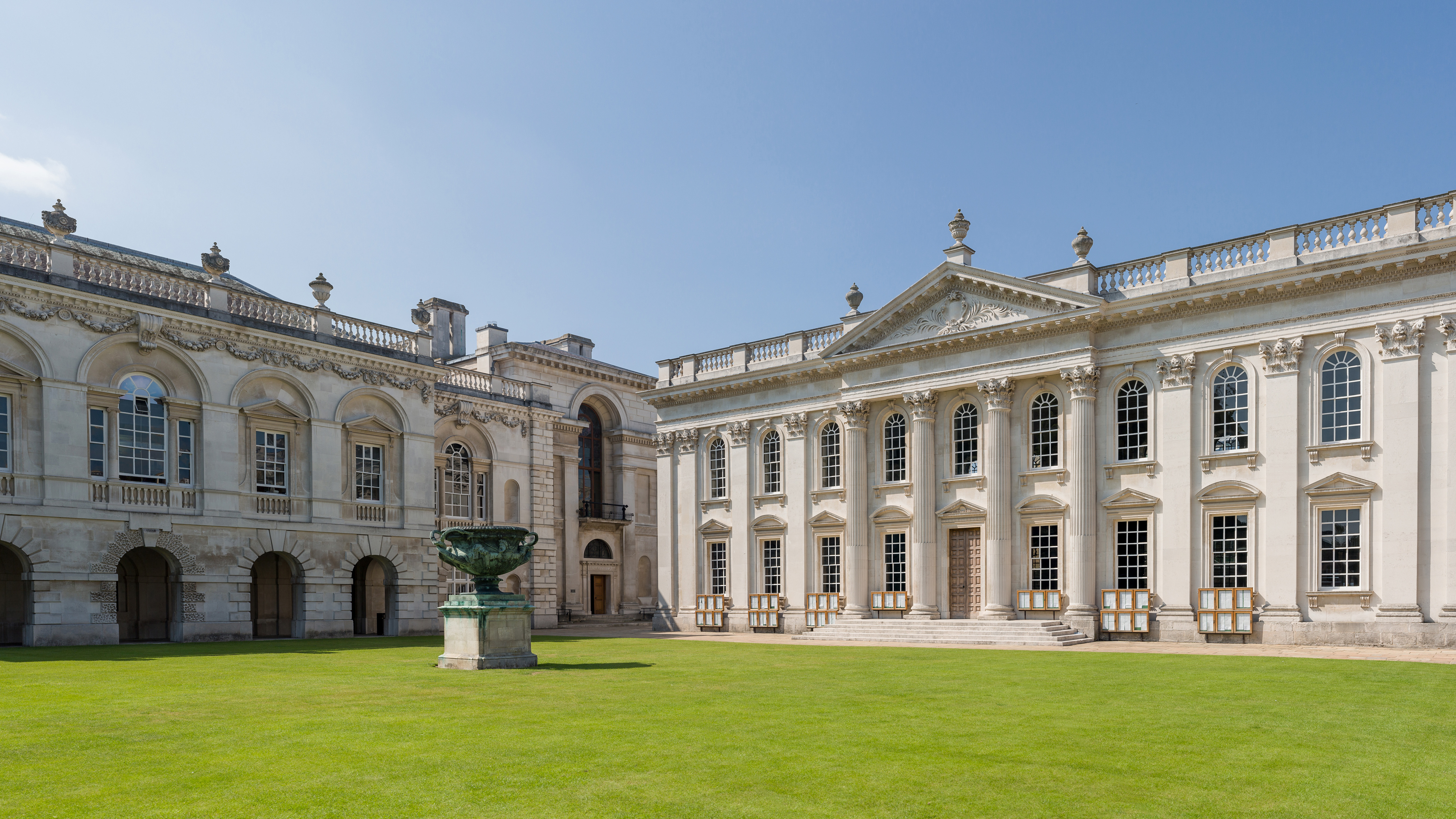
Old Schools – dawna siedziba biblioteki

Do roku 1934 biblioteka mieściła się w budynkach, które dzisiaj zajmuje administracja uniwersytetu – Old Schools (między kaplicą Kolegium Królewskiego na południu a Kolegium Gonville’a i Caiusa na północy). W pierwszych latach istnienia biblioteka zajmowała piętro zachodniego skrzydła Old Schools, by w miarę postępów budowy (lata 1420–1475) przenieść się na piętra skrzydła wschodniego i południowego . Wybudowany w 1842 na potrzeby biblioteki Cockerell’s Building został po jej przeprowadzce przekazany bibliotece Kolegium Gonville’a i Caiusa.
Od 1918 rozważano różne koncepcje powiększenia lub przeniesienia biblioteki. Na początku lat 20. wybrano i zakupiono grunt pod nowy budynek oraz zdecydowano się zlecić prace projektowe Gilesowi Gilbertowi Scottowi. Przedstawiony w 1929 przez Scotta model budynku biblioteki wzbudził kontrowersje, zwłaszcza ze względu na charakterystyczną wieżę . Oddaną do użytku w 1934 nową siedzibę biblioteki wzniesiono z cegły w charakterystycznym dla Scotta stylu industrialnym. Wysokość 16-piętrowej wieży wynosi 48 metrów. Skrzydła budynku otaczają dwa wewnętrzne dziedzińce.
W 2017 rozpoczęto budowę nowego magazynu na książki w Ely, o powierzchni 5000 m² (zakończenie budowy planowane jest na maj 2018) .